# Lappula alatavica
Lappula alatavica là loài thực vật có hoa trong họ Mồ hôi. Loài này được (Popov) Golosk. mô tả khoa học đầu tiên năm 1975.